# Uszód
Uszód este un sat în districtul Kalocsa, județul Bács-Kiskun, Ungaria, având o populație de 1.105 locuitori (2011). 

## Demografie
Componența etnică a satului Uszód
     Maghiari (89,68%)
     Romi (8,63%)
     Necunoscut (0,5%)
     Alții (1,19%)
Componența confesională a satului Uszód
     Reformați (33,39%)
     Romano-catolici (30,05%)
     Fără religie (6,97%)
     Necunoscută (28,78%)
     Alte religii (3,26%)
Conform recensământului din 2011, satul Uszód avea 1.105 locuitori. Din punct de vedere etnic, majoritatea locuitorilor (89,68%) erau maghiari, cu o minoritate de romi (8,63%). Apartenența etnică nu este cunoscută în cazul a 0,5% din locuitori. Nu există o religie majoritară, locuitorii fiind reformați (33,39%), romano-catolici (30,05%) și persoane fără religie (6,97%). Pentru 28,78% din locuitori nu este cunoscută apartenența confesională.